# 11122 Елісколомбіні
11122 Елісколомбіні (11122 Eliscolombini) — астероїд головного поясу, відкритий 13 вересня 1996 року.
Тіссеранів параметр щодо Юпітера — 3,505.